# Out on a Limb
Out on a Limb é um filme de comédia produzido nos Estados Unidos, dirigido por Francis Veber e lançado em 1992.